# Diana Krall
Diana Jean Krall (* 16. listopadu 1964 Nanaimo, Britská Kolumbie) je kanadská jazzová zpěvačka a pianistka.

## Kariéra

### Ocenění
Od roku 1996 byla 8krát nominována na cenu Grammy, přičemž dvakrát nominaci proměnila ve vítězství v kategoriích nejlepší vokální jazzové album (2002) a album roku (1999).

## Diskografie

### Studiová alba
- 1989 – Heartdrops s Vince Benedetti (TCB, znovu vydáno v roce 2002)
- 1993 – Stepping Out (Justin Time)
- 1995 – Only Trust Your Heart (GRP)
- 1996 – All for You: A Dedication to the Nat King Cole Trio (Impulse!)
- 1997 – Love Scenes (Impulse! Records)
- 1998 – Have Yourself A Merry Little Christmas (EP) – (Impulse!)
- 1999 – When I Look in Your Eyes (Verve)
- 2001 – The Look of Love (Verve)
- 2002 – Live in Paris (Verve)
- 2004 – The Girl in the Other Room (Verve)
- 2005 – Christmas Songs s Clayton-Hamilton Jazz Orchestra – (Verve)
- 2006 – From This Moment On (Verve)
- 2007 – The Very Best of Diana Krall (Verve)
- 2009 – Quiet Nights (Verve)
- 2012 – Glad Rag Doll (Verve)
- 2015 – Wallflower (Verve)
- 2017 – Turn Up the Quiet
- 2018 – Love Is Here To Stay
- 2020 – This Dream of You

### DVD
- 2002 – Live in Paris (Eagle Records|Eagle)
- 2004 – Live at the Montreal Jazz Festival (Verve)
- 2007 – The Very Best of Diana Krall (Verve)
- 2009 – Live in Rio (Verve)